# فكتور كرمان
فكتور كرمان هو لاعب كرة قدم ومدرب كرة قدم روسي في مركز الوسط، ولد في 8 ديسمبر 1962 في غفارديسك في روسيا. لعب مع بالتيكا كالينينغراد.